# أزمة الهوية
أزمة الهوية في علم النفس عبارة عن الفشل في تحقيق هوية الأنا خلال فترة المراهقة.